# Hendrik Christoffel van de Hulst

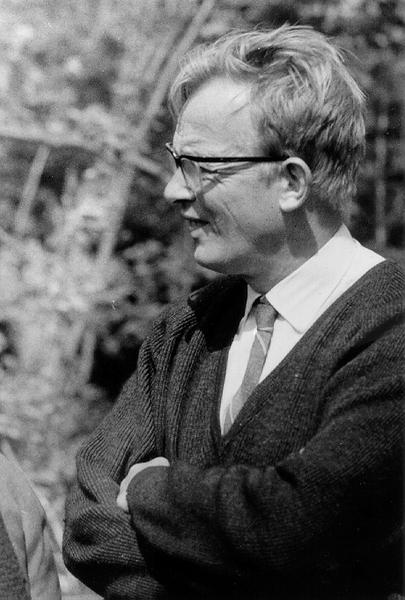
Hendrik Christoffel van de Hulst (1967)

Hendrik Christoffel van de Hulst (ur. 19 listopada 1918 w Utrechcie, zm. 31 lipca 2000 w Lejdzie) – holenderski astronom.
W 1944 roku wykazał, że międzygwiazdowe obłoki gazowego wodoru mogą być obserwowane na częstotliwości 1,42 GHz (długość fali 21 cm). Był członkiem Królewskiej Holenderskiej Akademii Sztuk i Nauk. 

## Medale i odznaczenia
- Medal Henry’ego Drapera (1955)
- Medal Eddingtona (1955)
- Bruce Medal (1978)
- Medal Karla Schwarzschilda (1995)